# SG Waldfischbach
Die SG 1889 Waldfischbach ist ein Fußball- und Handballverein aus der rheinland-pfälzischen Ortsgemeinde Waldfischbach-Burgalben.

## Fußball
Die Fußballabteilung war 1952 Gründungsmitglied der Amateurliga Südwest, der heutigen Fußball-Verbandsliga Südwest. Als Tabellenfünfzehnter stieg sie jedoch sofort wieder ab. Zurzeit spielt der Verein in der A-Klasse Pirmasens-Zweibrücken.

## Handball
Die Handballabteilung stieg 2000 in die Südwest-Staffel der Handball-Regionalliga auf. Dort erreichte sie in der ersten Saison mit 32:28 Punkten den siebten Platz. In der Folgesaison belegte sie den neunten Tabellenplatz, zog sich jedoch nach Saisonende aus der Liga zurück. Außerdem qualifizierte sie sich 2003 für den DHB-Pokal. Dort unterlag sie bereits in der ersten Runde dem HSV Glauchau mit 11:24. Otto Fetser spielte während seiner Jugendzeit bei der SG Waldfischbach Handball. Zwischenzeitlich bildete die Handballabteilung mit derjenigen des TV Pirmasens die Spielgemeinschaft HSG Pirmasens/Waldfischbach. Später wurde diese in MSG Pirmasens/Waldfischbach umbenannt. Im März 2015 wurde sie aufgelöst.

## Weitere Abteilungen
Des Weiteren bestehen Abteilungen in den Sparten Tischtennis, Volleyball und Turnen.